# Andrés Ferrer de Valdecebro
Andrés Ferrer de Valdecebro, également connu par son anagramme Sanedrio Rifer de Brocaldino (Albarracín, 1620 - Alcalá de Henares, 1680), est un écrivain dominicain et ornithologue espagnol du Barroco. Ses œuvres traitent principalement des animaux et des vertus morales qui leur sont associées.

## Œuvres
- El templo de la fama, con instrucciones políticas y morales  Madrid: Imprenta Imperial, Ioseph Fernandez de Buendia, 1680.
- Historia de la vida maravillosa y admirable del segundo Pablo apóstol de Valencia S. Vicente Ferrer Madrid: Mateo de Llanos, 1682. Réimpression à Madrid: Francisco Martinez Abad, 1725 et Manuel de Sancha, a costa de la Real Compañía de Impresores y Libreros del Reyno, 1781.
- El Gobierno General, Moral y Político, hallado en las fieras y animales silvestres (1658); et sa suite: Govierno general, moral, y político: hallado en las aves más generosas y nobles: sacado de sus naturales virtudes y propiedades (1668), avec un appendice Gobierno general, moral y político, hallado en las aves ... añadido con las aves monstruosas (Madrid 1683); œuvres réimprimées de manière posthume sous le titre de Govierno general, moral, y político: hallado en las fieras, y animales sylvestres: sacado de sus naturales virtudes, y propiedades, con particular tabla para sermones varios de tiempo, y de Santos (Barcelone: 1696).
- El porqué de todas las cosas.